# 共享顯存
在计算机体系结构中，共享显存是指显示卡没有自己的专用内存，而是与中央处理器和其他電腦零件共享随机存取存储器的內存容量。许多核心顯卡就是採用共享顯存这种设计，以降低主板的成本和复杂度，因此此時主板上不需要额外的内存芯片。
通常人們可以通过BIOS来設置共享顯存的容量。不過这样做的一个副作用是，当随机存取存储器的一些內存容量分配给显示卡时，這些被分配的內存就不能被顯示卡以外的電腦零件使用。例如一個內存容量為512字节的计算机，有64字節內存分配給顯示卡，實際上操作系统和用戶可用的內存只有448字节。